# Liste des rois de Macédoine
Les rois de Macédoine, issus principalement des dynasties argéade et antigonide, ont régné sur la Macédoine antique du VIIIe siècle av. J.-C. à 168 av. J.-C.

## Liste des rois

### Rois légendaires de la dynastie desArgéades
|   | Image | Nom      | Règne                              | Notes                   |
| - | ----- | -------- | ---------------------------------- | ----------------------- |
| 1 |       | Caranos  | v. 808-778 av. J.-C.               | premier roi légendaire. |
| 2 |       | Coénos   | 778 av. J.-C.- v. 750 av. J.-C.    | fils du précédent.      |
| 3 |       | Thyrimas | v. 750 av. J.-C.- v. 700 av. J.-C. | fils du précédent.      |

### Dynastie des Argéades
|      | Image | Nom                                   | Naissance et décès    | Règne                | Notes |
| ---- | ----- | ------------------------------------- | --------------------- | -------------------- | --- |
| 4    |       | Perdiccas Ier                         | v.680-651 av. J.-C.   | v. 660-651 av.J.-C.  | descendant de Téménos. |
| 5    |       | Argaios Ier                           | v.655-623 av.J.-C..   | v.651-623 av.J.-C.   | fils du précédent. |
| 6    |       | Philippe Ier                          | v.630-590 av.J.C.     | v. 623-590 av. J.-C. | fils du précédent. |
| 7    |       | Aéropos Ier                           | v.605-574 av.J.-C.    | v.590-574 av.J.-C.   | fils du précédent. |
| 8    |       | Alcétas Ier                           | v.580-540 av.J.-C.    | 574-540 av. J.-C.    | fils du précédent. |
| 9    |       | Amyntas Ier                           | v.560-498 av.J.-C.    | 540-498 av. J.-C.    | fils du précédent. |
| 10   |       | Alexandre Ier                         | v.520-454 av. J.-C.   | 498-454 av. J.-C.    | fils du précédent. |
| 11   |       | Perdiccas II                          | v.480-413 av. J.-C.   | 454-413 av. J.-C.    | fils du précédent. |
| 12   |       | Archélaos Ier                         | v.445-399 av. J.-C.   | 413-399 av. J.-C.    | fils du précédent. |
| 13   |       | Oreste                                | v.411-397 av. J.-C.   | 399-397 av. J.-C.    | fils du précédent. |
| 14   |       | Aéropos II                            | v.440-394 av. J.-C.   | 397-394 av. J.-C.    | usurpateur, oncle du précédent, fils de Perdiccas II, demi-frère d'Archélaos Ier.                                                                         |
| 15   |       | Amyntas II Micros                     | v.409-393 av. J.-C.   | 394-393 av. J.-C.    | usurpateur, petit-fils d'Alexandre Ier et/ou fils illégitime et gendre d'Archélaos Ier.                                                                   |
| 16   |       | Pausanias                             | v.420-393 av. J.-C.   | 393 av. J.-C.        | fils d'Aéropos II. |
| 17   |       | Amyntas III                           | v.440-370 av. J.-C.   | 393-392 av. J.-C.    | 1er règne, fils d'un prince nommé Arrhidaios, lui-même petit-fils d'Alexandre Ier.                                                                        |
| 18   |       | Argaios II                            | v.406-391 av. J.-C.   | 392-391 av. J.-C.    | usurpateur, possible fils d'Archélaos Ier. |
| (17) |       | Amyntas III                           | v.440-370 av. J.-C.   | 391-370 av. J.-C.    | restauration, 2e règne. |
| 19   |       | Alexandre II                          | v.415-368 av. J.-C.   | 370-368 av. J.-C.    | fils du précédent et d'Eurydice. |
| 20   |       | Perdiccas III                         | v.400-359 av. J.-C.   | 368-359 av. J.-C.    | frère d'Alexandre II. |
| 21   |       | Amyntas IV                            | v.365-336 av. J.-C.   | 359-356 av. J.-C.    | fils du précédent. Règne conjointement avec son oncle Philippe II avant d'être écarté du trône par celui-ci.                                              |
| 22   |       | Philippe II                           | 382-336 av. J.-C.     | 359-336 av. J.-C.    | oncle du précédent. Règne conjointement avec son neveu Amyntas IV puis seul après avoir évincé ce dernier.                                                |
| 23   |       | Alexandre III, dit Alexandre le Grand | 356-323 av. J.-C.     | 336-323 av. J.-C.    | fils du précédent. |
| (-)  |       | Antipater                             | 397-319 av. J.-C.     | 334-323 av. J.-C.    | régent de Macédoine et « stratège d'Europe » en l'absence d'Alexandre le Grand.                                                                           |
| 24   |       | Philippe III Arrhidée                 | 352-317 av. J.-C.     | 323-317 av. J.-C.    | demi-frère d'Alexandre le Grand. Règne conjointement avec son neveu Alexandre IV jusqu'à son assassinat par Olympias, mère d'Alexandre le Grand.          |
| 25   |       | Alexandre IV Aigos                    | 323-310 av. J.-C.     | 323-310 av. J.-C.    | fils posthume d'Alexandre le Grand et de Roxane. Règne conjointement avec son oncle Philippe III puis seul après l'assassinat de ce dernier.              |
| (-)  |       | Perdiccas                             | mort en 321 av. J.-C. | 323-321 av. J.-C.    | chiliarque de l'empire d'Alexandre le Grand et épimélète (gouverneur) du royaume.                                                                         |
| (-)  |       | Cratère                               | 370-321 av. J.-C.     | 323-321 av. J.-C.    | tuteur (prostatès) de Philippe III. |
| (-)  |       | Antipater                             | 397-319 av. J.-C.     | 323-319 av. J.-C.    | régent de Macédoine, « stratège d'Europe » puis tuteur de Philippe III et Alexandre IV après la mort de Perdiccas.                                        |
| (-)  |       | Polyperchon                           | 394-303 av. J.-C.     | 319-317 av. J.-C.    | régent de Macédoine, « stratège d'Europe » et tuteur de Philippe III et Alexandre IV après la mort d'Antipater.                                           |
| (-)  |       | Cassandre                             | 358-297 av. J.-C.     | 317-310 av. J.-C.    | fils d'Antipater. Régent de Macédoine, « stratège d'Europe » et tuteur des rois (épimélète) Philippe III et Alexandre IV après l'éviction de Polyperchon. |
| 26   |       | Héraclès                              | 328-309 av. J.-C.     | 310-309 av. J.-C.    | fils d'Alexandre le Grand et de Barsine. |
| (-)  |       | Cassandre                             | 358-297 av. J.-C.     | 310-305 av. J.-C.    | régent de Macédoine et « stratège d'Europe » après l'assassinat d'Alexandre IV puis d'Héraclès.                                                           |

### Dynastie desAntipatrides
En 306 av. J.-C., Antigone le Borgne (382-301 av. J.-C.), « stratège d'Asie », et son fils Démétrios Ier Poliorcète (336-283 av. J.-C.) s'autoproclament « rois d'Asie ». Afin de légitimer leur pouvoir, les autres diadoques, Ptolémée (367-283 av. J.-C.), Séleucos (358-281 av. J.-C.), Cassandre et Lysimaque (361-281 av. J.-C.) réagissent en adoptant successivement le titre royal à partir de 305 av. J.-C.
|    | Image | Nom           | Naissance et décès   | Règne             | Notes |
| -- | ----- | ------------- | -------------------- | ----------------- | --- |
| 27 |       | Cassandre     | 358-297 av. J.-C.    | 305-297 av. J.-C. | s'autoproclame roi de Macédoine. |
| 28 |       | Philippe IV   | 315-297 av. J.-C.    | 297 av. J.-C.     | fils du précédent, mort de maladie après 4 mois de règne. |
| 29 |       | Alexandre V   | v.313- 294 av. J.-C. | 297-294 av. J.-C. | frère du précédent. Règne conjointement avec son frère Antipater sous la régence de leur mère Thessaloniké, fille de Philippe II et demi-sœur d'Alexandre le Grand; assassiné au cours d'un banquet sur ordre de Démétrios I Poliorcète. |
| 30 |       | Antipater Ier | v.310-288 av. J.-C.  | 297-294 av. J.-C. | frère du précédent. Règne conjointement avec son frère Alexandre V sous la régence de leur mère Thessaloniké, fille de Philippe II et demi-sœur d'Alexandre le Grand; déposé par Démétrios I ; mort en 288.                              |

### Dynastie desAntigonides
|    | Image | Nom                      | Naissance et décès | Règne             | Notes                                                                           |
| -- | ----- | ------------------------ | ------------------ | ----------------- | ------------------------------------------------------------------------------- |
| 31 |       | Démétrios Ier Poliorcète | v.336-283 av. J.-C | 294-288 av. J.-C. | s'empare du trône en renversant Antipater et en faisant assassiner Alexandre V. |

### Dynastie desÉacides
|    | Image | Nom         | Naissance et décès | Règne             | Notes |
| -- | ----- | ----------- | ------------------ | ----------------- | --- |
| 32 |       | Pyrrhus Ier | 318-272 av. J.-C.  | 288-285 av. J.-C. | Monte sur le trône avec l'appui des Macédoniens et de Lysimaque, roi de Thrace, après avoir chassé Démétrios Ier Poliorcète. |

### Règne deLysimaque
|    | Image | Notes     | Naissance et décès | Règne             | Notes                                             |
| -- | ----- | --------- | ------------------ | ----------------- | ------------------------------------------------- |
| 33 |       | Lysimaque | 361-281 av. J.-C.  | 285-281 av. J.-C. | s'empare du trône après avoir chassé Pyrrhus Ier. |

### Dynastie desLagides
|    | Image | Nom                  | Naissance et décès | Règne             | Notes |
| -- | ----- | -------------------- | ------------------ | ----------------- | --- |
| 34 |       | Ptolémée II Kéraunos | 320-279 av. J.-C.  | 281-279 av. J.-C. | fils de Ptolémée Ier. Monte sur le trône après la mort de Lysimaque, tué lors de la Grande expédition des Celtes. |
| 35 |       | Méléagre             | 310-279 av. J.-C.  | 279 av. J.-C.     | fils de Ptolémée Ier Soter, frère du précédent. Il monte sur le trône à la mort de son frère, mais il est déposé au bout de deux mois de règne par l'armée des Macédoniens qui le jugent inapte à régner face au péril celte. |

### Dynasties desAntipatrides
|    | Nom                  | Naissance et décès  | Règne         | Notes |
| -- | -------------------- | ------------------- | ------------- | --- |
| 36 | Antipater II Étésias | v.312-277 av. J.-C. | 279 av. J.-C. | fils de Philippe, le troisième fils d'Antipater, et neveu de Cassandre de Macédoine. Monte sur le trône après le départ de Méléagre, mais il est détrôné au bout de 45 jours de règne par le général Sosthène, qui le juge incapable d'assumer sa charge face au péril celte. Il reste prétendant au trône de Macédoine jusqu'à son élimination en 277. |

### Règne deSosthène
|    | Nom      | Naissance et décès  | Règne             | Notes                                                                                 |
| -- | -------- | ------------------- | ----------------- | ------------------------------------------------------------------------------------- |
| 37 | Sosthène | v.320-277 av. J.-C. | 279-277 av. J.-C. | - prend le pouvoir avec le titre de « stratège » après son succès contre les Galates. |

### Dynastie deLysimaque
|    | Nom                       | Naissance et décès  | Règne             | Notes                                                                                                |
| -- | ------------------------- | ------------------- | ----------------- | --- |
| 38 | Ptolémée III de Telmessos | v.330-277 av. J.-C. | 279-277 av. J.-C. | fils de Lysimaque et d'Arsinoé II. Prétendant au trône de Macédoine.                                 |
| 39 | Alexandre VI Arrhidée     | v.325-277 av. J.-C. | 279-277 av. J.-C. | fils de Lysimaque et de sa seconde épouse (ou concubine) Amastris. Prétendant au trône de Macédoine. |

### Dynastie desAntigonides
|    | Image | Nom                 | Naissance et décès | Règne             | Notes |
| -- | ----- | ------------------- | ------------------ | ----------------- | --- |
| 40 |       | Antigone II Gonatas | 319-239 av. J.-C.  | 277-274 av. J.-C. | 1er règne, fils de Démétrios Ier Poliorcète. Après la mort de Sosthène, il parvient à s'imposer comme roi de Macédoine face à ses compétiteurs Antipater II Étésias et Ptolémée III de Telmessos après avoir remporté une victoire contre les Celtes. |

### Dynastie desÉacides
|      | Image | Nom         | Naissance et décès | Règne             | Notes |
| ---- | ----- | ----------- | ------------------ | ----------------- | --- |
| (32) |       | Pyrrhus Ier | 318-272 av. J.-C.  | 274-272 av. J.-C. | roi d'Épire (usurpateur, 2e règne). Après sa campagne en Italie contre les Romains, s'empare du trône de Macédoine en repoussant les troupes d'Antigone Gonatas. |

### Dynastie desAntigonides
|      | Image | Nom                   | Naissance et décès  | Règne             | Notes                                                                  |
| ---- | ----- | --------------------- | ------------------- | ----------------- | ---------------------------------------------------------------------- |
| (40) |       | Antigone II Gonatas   | (319-239 av. J.-C.) | 272-239 av. J.-C. | restauration, 2e règne. Reconquiert le trône à la mort de Pyrrhus Ier. |
| 41   |       | Démétrios II Étolicos | (275-229 av. J.-C.) | 239-229 av. J.-C. | fils du précédent.                                                     |
| 42   |       | Antigone III Dôson    | (260-221 av. J.-C.) | 229-221 av. J.-C. | cousin du précédent                                                    |
| 43   |       | Philippe V            | (238-179 av. J.-C.) | 221-179 av. J.-C. | fils de Démétrios II de Macédoine                                      |
| 44   |       | Persée                | (212-166 av. J.-C.) | 179-168 av. J.-C. | fils du précédent                                                      |

- Après la bataille de Pydna, en 168 av. J.-C., la Macédoine est divisée en quatre républiques autonomes sous protectorat romain.
- À partir de 153 av. J.-C., Andriskos, prétendant être un fils de Persée, réclame le trône de Macédoine. Il prend la tête d'une révolte et finit par reconquérir la Macédoine en 149 av. J.-C. sous le nom de Philippe VI. Le soulèvement est réprimé l'année suivante le prétendant vaincu. Le Sénat romain décida alors de transformer la Macédoine en province romaine en 148 av. J.-C.